# Teti II.
Teti war der erste König (Pharao) der altägyptischen 6. Dynastie im (Alten Reich). Er regierte etwa innerhalb des Zeitraums von 2318 bis 2300 v. Chr.

## Herkunft und Familie
König Teti, der Begründer der 6. Dynastie und zweiter Herrscher mit diesem Namen, stammte ursprünglich nicht aus königlichem Hause. Er kam an die Macht durch die Eheschließung mit Iput I., einer Tochter von Pharao Unas, dem letzten Herrscher der 5. Dynastie. Sein Vater war vermutlich Schepsipuptah, seine Mutter Seschseschet; wahrscheinlich hatte er einen Bruder namens Mehu. Neben Iput hatte Teti noch mindestens zwei weitere Frauen: Chuit und eine Frau, deren Name nur unvollständig überliefert ist und vielleicht Chentkaus III. lautete.
Aus der Ehe mit Iput I. ging der spätere Pharao Pepi I. hervor. Teti hatte außerdem mehrere Töchter, deren Mütter allerdings unbekannt sind. Eine Tochter hieß Inti, weitere Töchter wurden nach Tetis Mutter Seschseschet benannt: Nebtinubchet Seschseschet, Seschseschet Scheschit, Seschseschet Scheschti und Seschseschet Watetchethor.
Sein Horusname „Der die beiden Länder befriedet“ könnte ein Hinweis darauf sein, dass ihm wieder eine Festigung des Reiches gelang.

## Herrschaft
Über die genaue Regierungsdauer von Teti herrscht große Unsicherheit. Im Königspapyrus Turin aus dem Neuen Reich ist die Jahreszahl seines Eintrags nicht erhalten. Der im 3. Jahrhundert v. Chr. lebende ägyptische Priester Manetho gibt 30 (bzw. in der Version des Pseudo-Eratosthenes 33) Jahre an. Die zeitgenössischen Datumsangaben bringen nur wenig Klarheit, da nur sehr wenige erhalten sind, die sich eindeutig der Regierungszeit des Teti zuordnen lassen. Die höchste sicher zuweisbare Datumsangabe ist ein „Jahr nach dem 6. Mal der Zählung“. Hiermit ist die ursprünglich als Horusgeleit eingeführte landesweite Zählung des Viehs zum Zwecke der Steuererhebung gemeint. Nach Michel Baud könnte auch die Nennung eines „11. Mals der Zählung“ im Grab des Nikauisesi in Tetis Regierungszeit datiert werden, wenngleich auch kein Königsname genannt wird. Gewisse Probleme bringt der Umstand mit sich, dass diese Zählungen ursprünglich alle zwei Jahre stattfanden (das heißt auf ein „x-tes Jahr der Zählung“ folgte ein „Jahr nach dem x-ten Mal der Zählung“), später aber zum Teil auch jährlich stattfinden konnten (auf ein „x-tes Jahr der Zählung“ folgte das „y-te Jahr der Zählung“). Da neben den beiden genannten Daten nur noch einige Nennungen des „Jahres der ersten Zählung“ und des „Jahres nach der ersten Zählung“ in den Abusir-Papyri überliefert sind, können zur Regelmäßigkeit der Jahreszählung unter Tetis Herrschaft keine sicheren Aussagen getroffen werden. Es ergibt sich daher eine minimale Regierungsdauer von 13 Jahren und eine maximale von 22 oder 23 Jahren. Hieraus resultieren auch stark unterschiedliche Ansichten verschiedener Forscher: Während etwa Thomas Schneider ihm 18 Regierungsjahre zubilligt, nimmt etwa Jürgen von Beckerath nur zehn an.
Die Anzahl der Wesire, die unter Teti gedient haben, ist beachtlich: Kagemni, Mereruka, Chnumneti, Nefersechemre, Nefersechemptah, Anchmahor, Chentikai.

## Tod
Nach Manetho wurde Teti von seinen Leibwächtern bei einer Verschwörung ermordet. Dies könnte der Grund dafür sein, dass sein Nachfolger für kurze Zeit der sonst unbekannte Userkare war. Tetis Sohn und legitimer Nachfolger Pepi I. kam erst danach auf den Thron.

## Bautätigkeit

### Die Teti-Pyramide
Die Pyramide des Teti in Sakkara maß 78,8 m × 78,8 m und war 52 m hoch. Sie ist heute ziemlich verfallen, genau wie die drei Nebenpyramiden für die Königinnen. In einer von diesen fand man die Mumie der Königin Iput I. in einem Holzsarg. Die mit Kalkstein und Granit ausgekleideten Innenwände der Pyramide des Teti enthalten Pyramidentexte.

### Weitere Belege
In Heliopolis wurde in jüngster Zeit ein zerbrochener Obelisk des Teti aufgefunden.

## Statuen

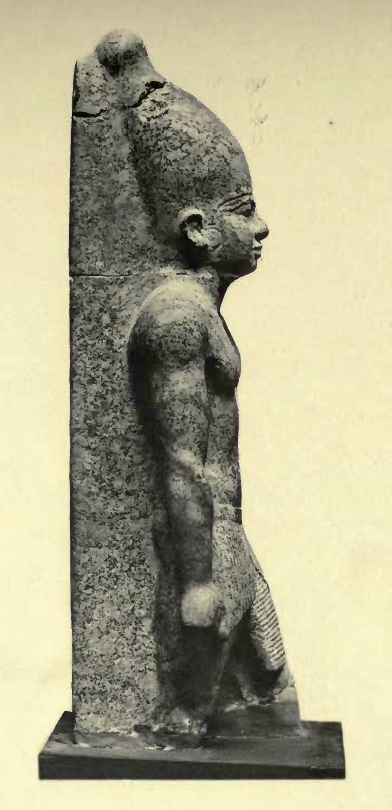
Statue des Teti (Kairo JE 39103), Seitenansicht

Das einzige bekannte rundplastische Abbild von Teti ist eine Standfigur, die von James Edward Quibell während der Grabungskampagne 1906/07 in Sakkara etwas östlich der Teti-Pyramide in der Verfüllung eines Grabschachtes gefunden wurde. Sie befindet sich heute im Ägyptischen Museum in Kairo (Inv.-Nr. JE 39103). Die Statue besteht aus rotem Granit und hat eine erhaltene Höhe von 74 cm. Die Beine unterhalb der Knie sind nicht erhalten. Die Statue besitzt einen Rückenpfeiler und zeigt den König in schreitender Haltung mit nach vorn gesetztem linken Bein. Er hat die Arme eng an den Körper gelegt und die Hände zu Fäusten geballt. Der König trägt einen Schurz und auf dem Kopf die Weiße Krone Oberägyptens. Die Augenlider und Brauen sind plastisch ausgearbeitet. Ein Bart scheint nicht vorhanden gewesen zu sein. Eine Inschrift, welche die Statue eindeutig Teti zuweisen würde, ist nicht erhalten. Quibell sah in ihr deshalb ein mögliches Bildnis von Merikare aus der Ersten Zwischenzeit. Die Zuschreibung zu Teti erfolgte durch William Stevenson Smith anhand von zwei Kriterien: Zum einen dem Auffindungsort, der sehr nahe an der Teti-Pyramide liegt. Zum anderen erschien ihm die Qualität der Arbeit deutlich höher als bei vergleichbaren Statuen der Ersten Zwischenzeit.

## Teti im Gedächtnis des Alten Ägypten

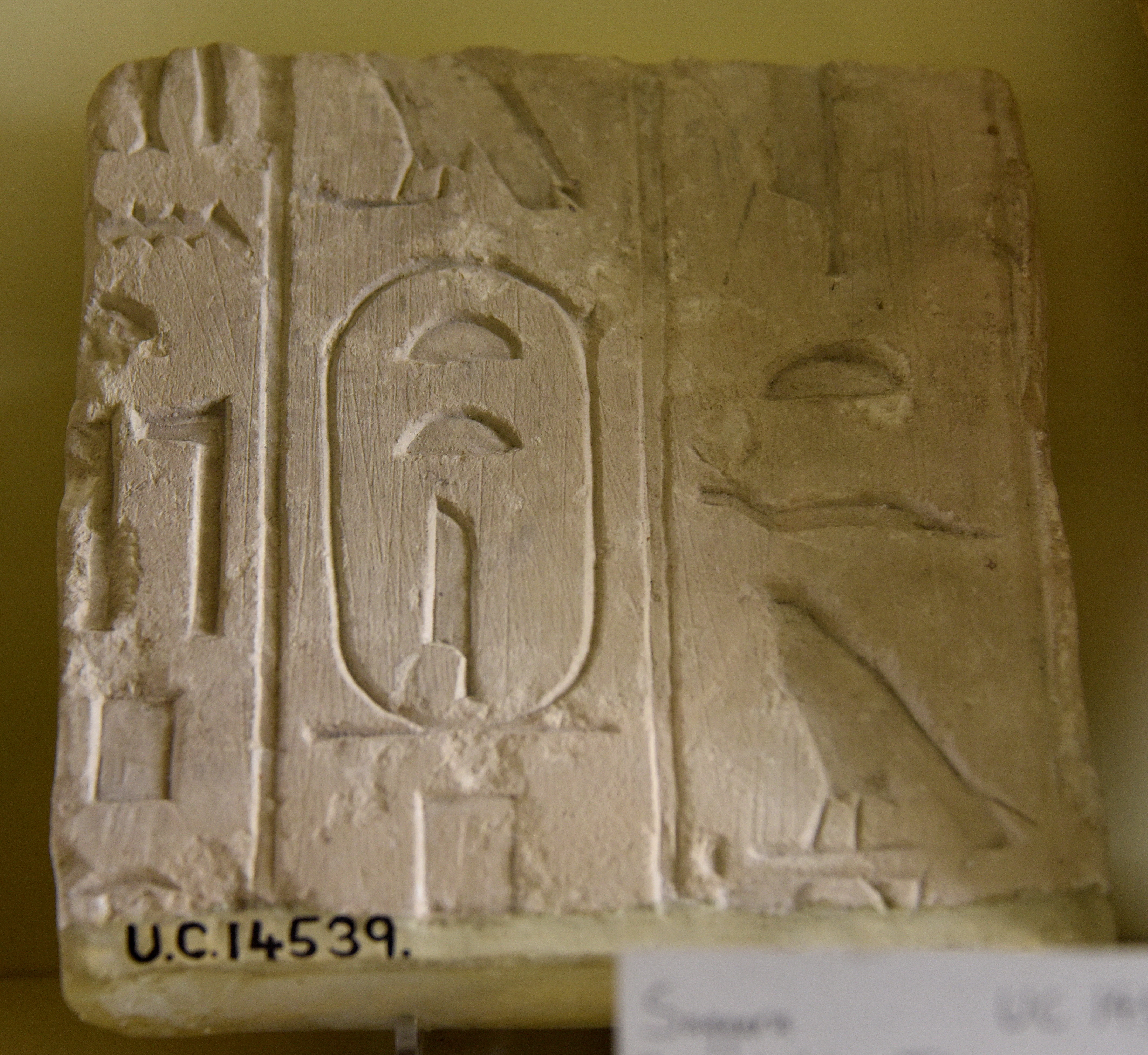
Kalksteinblock mit der Kartusche Teti II. aus seiner Pyramide. Heute im Petrie Museum of Egyptian Archaeology in London.

In der im Mittleren oder Neuen Reich entstandenen und nur unvollständig erhaltenen Geschichte von Neferkare und Sasenet erscheint einer der Hauptpersonen – dem titelgebenden General Sasenet – in der Totenstadt von Memphis der Geist des verstorbenen Königs Teti. Dieser Abschnitt der Geschichte ist allerdings nur sehr bruchstückhaft erhalten und der genaue Ablauf dieser Begegnung daher nicht rekonstruierbar.
Wohl zu Beginn der 18. Dynastie entstand der medizinische Papyrus Ebers. Dieser enthält in Abschnitt 468 (Kolumne 66, Zeile 15–18) ein Rezept für ein Haarwuchsmittel, dessen Erfindung Tetis Mutter Seschseschet (hier Sesch genannt) zugeschrieben wird.

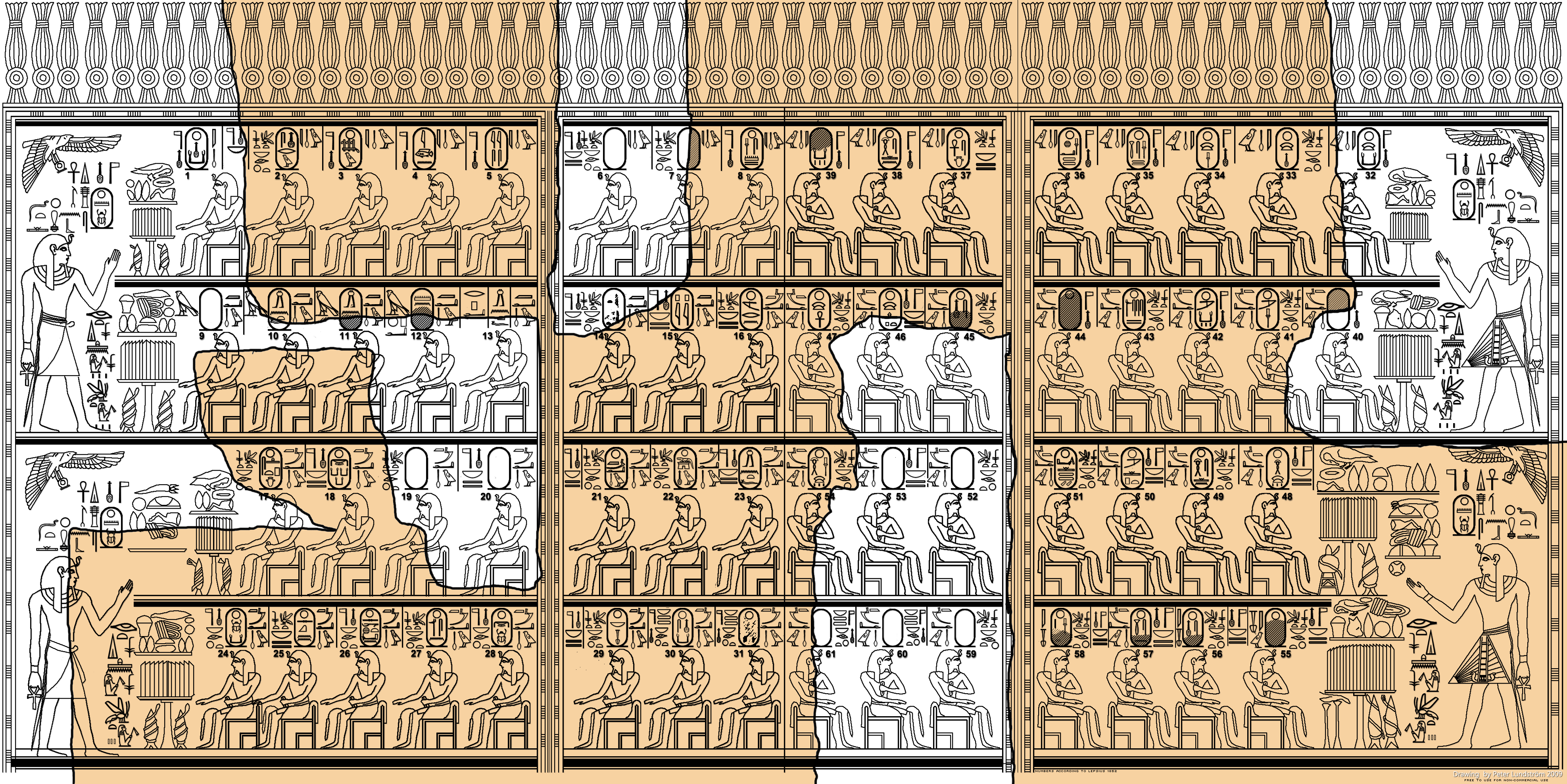
Umzeichnung der Königsliste von Karnak

Im späteren Verlauf der 18. Dynastie wurde unter Thutmosis III. im Karnak-Tempel die sogenannte Königsliste von Karnak angebracht, in welcher der Name von Teti genannt wird. Im Gegensatz zu anderen altägyptischen Königslisten handelt es sich hierbei nicht um eine vollständige Auflistung aller Herrscher, sondern um eine Auswahlliste, die nur diejenigen Könige nennt, für die während der Regierungszeit von Thutmosis III. Opfer dargebracht wurden.
Aus der südlich der Djoser-Pyramide gelegenen Chendjer-Pyramide ist eine Besucherinschrift aus der Zeit Ramses’ II. (19. Dynastie) bekannt. Sie nennt einen Schreiber namens Naschuiu als Besucher der Pyramidenanlagen des Djoser und des Teti.